# 菲爾賓灣
74°4′S 114°11′W / 74.067°S 114.183°W
菲爾賓灣（英語：Philbin Inlet）是南極洲的海灣，位於瑪麗伯德地，長28公里，處於穆雷半島和斯利希特半島之間的馬丁半島北端，美國地質調查局根據測量和該國海軍的空中照片繪入地圖，現時由南極條約體系管理。